# Mobility Resort Motegi
El Mobility Resort Motegi (japonès: モビリティリゾートもてぎ) és un circuit de curses localitzat a prop de Motegi (llegiu «Motegui»), a la Prefectura de Tochigi del Japó. El circuit s'havia anomenat històricament Twin Ring Motegi ('anell -o circuit- bessó de Motegi') pel fet que dins de la mateixa estructura hi ha dos circuits diferents, un d'oval de 2,493 km (l'únic del seu tipus al Japó) i un de clàssic de 4,801 km que al seu torn es pot subdividir en dues variants. Aquestes dos circuits, doncs, admeten tres possibles combinacions entre si.

## Història

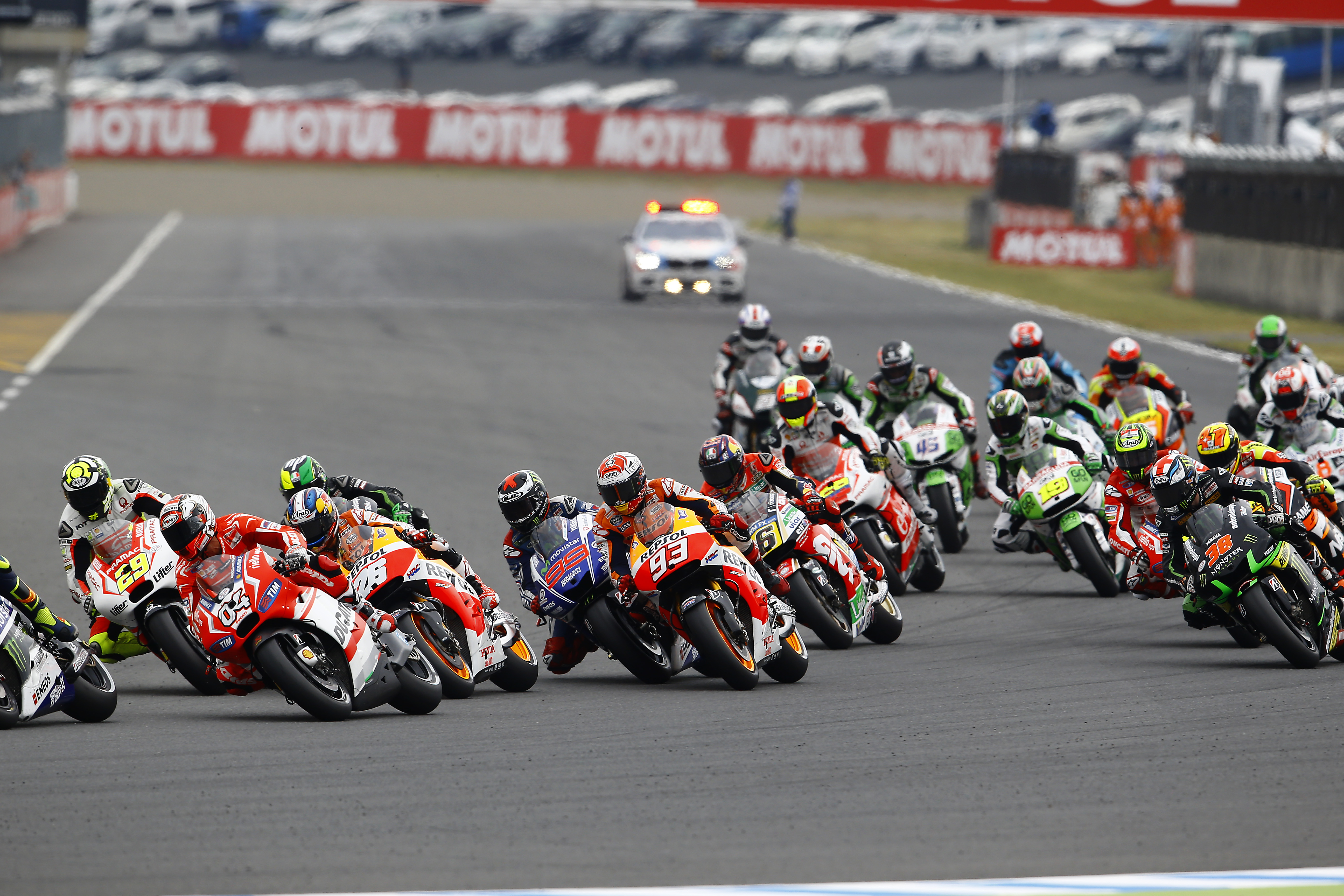
Sortida del GP del Japó del 2014

Construït el 1997 i propietat d'Honda, el circuit va acollir inicialment curses de la CART, més tard anomenada Indy Racing League. El 28 de març de 1998, Motegi fou seu de la prova inaugural d'aquest campionat i seguí acollint-ne curses fins al 2002. També va acollir una de les poques curses de la NASCAR celebrades fora dels Estats Units, concretament, una d'exhibició que s'hi va fer el 1998.
Actualment, l'equipament acull curses dels campionats Super Formula i Super GT japonesos. Motegi és, però, especialment conegut com a seu de Grans Premis de motociclisme, que s'hi celebren des del 1999. Aquell any i del 2004 ençà, el Gran Premi es va anomenar Gran Premi del Japó, mentre que del 2000 al 2003 es va conèixer amb el nom de Gran Premi del Pacífic.
El primer de març del 2022, coincidint amb el 25è aniversari de l'equipament, el circuit va ser rebatejat amb el seu nom actual, "Mobility Resort Motegi".

## Configuracions del traçat

Els dos circuits i la pista oval
La pista oval
Els dos circuits combinats
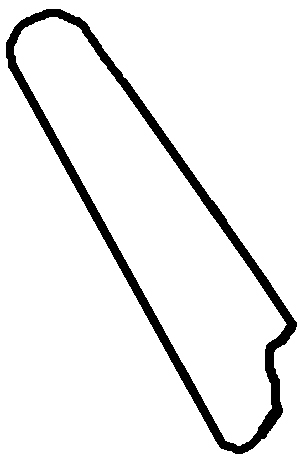
El circuit oest
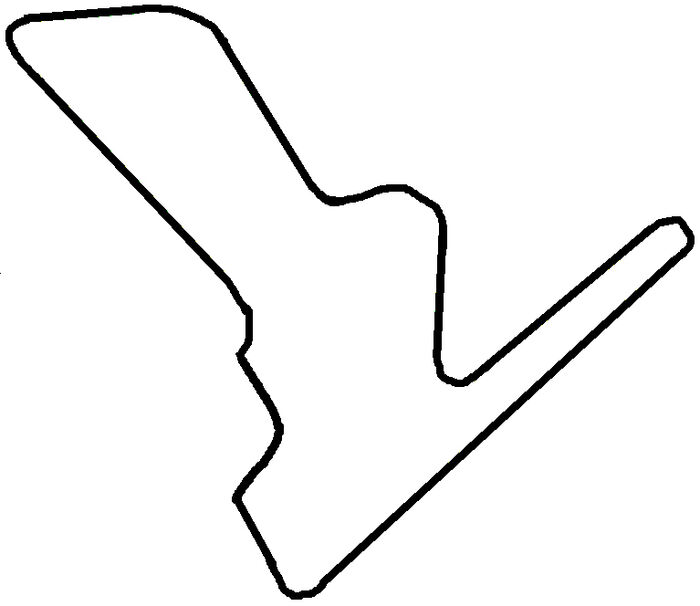
El circuit est